# Laterallus levraudi
Laterallus levraudi là một loài chim trong họ Rallidae.